# Stari plac
Stari plac ili Staro Hajdukovo je pučki naziv za nekadašnje igralište nogometnog kluba Hajduk u Splitu. Prvotno se, prije osnivanja Hajduka, taj komad zemlje zvao Krajeva njiva (od kraj, splitski naziv za kralj), koje je služilo kao vježbalište austrougarske vojske.
Na Starom placu odigrano je 3.149 utakmica, od kojih su Bili dobili 1.982, izgubili 689 i 478 odigrali neodlučeno. Bili su na njemu zadali svojim protivnicima 9.542 golova, a primili 3.811. Danas je zaštićeno kulturno dobro.

## Početci
Prva utakmica koja se odigrala na Starom placu, a istovremeno i prva Hajdukova utakmica uopće, bila je ona protiv splitskog autonomaškog kluba Calcio Spalato. Hrvatski orijentirani Hajduk pobijedio je rezultatom 9:0. Kao strijelac prvog gola u povijesti igrališta, i to lijevim koljenom, zapamćen je nogometaš Šime Raunig, što po njegovim riječima nije točno, nego da ga je dao donjim dijelom noge. Prvobitna orijentacija igrališta bila je istok-zapad. Tek nakon Prvog svjetskog rata, ponovnim obnavljanjem sportskih aktivnosti, igralište je postavljeno u smjeru sjever-jug.

## Slavne utakmice i igrači
Od tada je odigrano puno slavih utakmica koje su proslavile nogometni klub Hajduk i grad Split (npr. 1950. protiv Crvene zvezde pobjedom 2:1 četiri minute prije kraja utakmice i osvajanjem prvog poslijeratnog prvenstva). Veliki broj poznatih igrača prodefilirao je Starim Hajdukovim - Luka Kaliterna, Šime Poduje, Veljko Poduje, Frane Matošić, Nikola Gazdić, Bernard Vukas, Dražen Mužinić, Ivica Šurjak samo su neka od imena.

## Selidba Hajduka i novi klub
Hajduk se svojim igralištem koristio od 1911. do 1979. godine. 

Puno puta je dograđivan, postavljene su montažne tribine i reflektori, ali se stalno isticala potreba izgradnje novog stadiona. Za potrebe 8. mediteranskih igara 1979. izgrađen je novi suvremeni stadion u Poljudu, a staro Hajdukovo igralište prepušteno je Ragbi klubu Nada i Baseball klubu Nada SSM - Split. 
Dugi niz godina vodili su se sudski sporovi između Hajduka, RK Nada i Grada Splita za vlasništvo nad zemljištem na kojem se nalazi Plac.

## Ostalo
Prije osnivanja „Hajduka“ 13. veljače 1911., ovaj se prostor poznat kao „Krajeva njiva“, koristio kao vojno vježbalište austrougarske vojske, ali i vježbalište splitskoga gimnastičkoga društva „Hrvatski sokol“ unutar kojega je još 1903. osnovana nogometna sekcija. Prva javna utakmica Hajduka održana je 11. lipnja 1911. Travnjak Staroga placa štiti se od kornera do kornera, zajedno s prostorom ispod stare murve južno od igrališta, kako bi se i u novoj funkciji, sačuvao kao memento splitske povijesti, te kao dragocjen potez zelenila u neposrednoj vizuri s Marjanom i gradskim parkom Emanuela Vidovića.

## Zaštita kulturnog dobra
2008. uvršten je na popis preventivno zaštićenih kulturnih dobara Republike Hrvatske. U rješenju o proglašenju kulturnim dobrom navedeno je potreba sačuvati taj prostor kao memento splitske povijesti, naglašeno je potrebno očuvati zelenu površinu, koja je dio cjeline sa susjednim parkom Emanuela Vidovića i Marjanom te je izričito naglašeno da vlasnik Starog placa je obvezan provoditi sve mjere zaštite koje se odnose na održavanje navedenog kulturnog dobra, a određuje ih Konzervatorski odjel u Splitu. Rješenjem je dopuštena samo izvorna namjena na ovoj lokaciji.
Pod oznakom Z-5256 zaveden je pod vrstom "nepokretna kulturna baština - pojedinačna", pravna statusa zaštićena kulturnog dobra, klasificirano kao "memorijalna obilježja i mjesta".